# The Asylum
The Asylum is een Amerikaanse filmstudio en -distributeur, die zich focust op lowbudgetfilmproducties en direct-naar-video-films. De studio staat vooral bekend om haar films gebaseerd op dezelfde thema's als big-budgetfilms. Deze films worden vaak tegelijk met deze grotere films uitgebracht om mee te liften op hun succes. Door de pers worden dergelijke films ook wel "mockbusters" genoemd.

## Geschiedenis
The Asylum werd in 1997 opgericht door David Michael Latt en David Rimawi. Het bedrijf had al vanaf het begin tot doel direct-naar-video-films te maken, met name uit het horrorgenre. De studio kon echter geen vaste markt vinden vanwege de concurrentie met andere studio’s, zoals Lions Gate Entertainment. In 2005 produceerde de studio een low budget bewerking van H. G. Wells' The War of the Worlds, die vrijwel tegelijk uitkwam met Steven Spielberg's verfilming van hetzelfde verhaal. Blockbuster Inc. bestelde 100.000 exemplaren van de film van The Asylum, waarmee de film beduidend succesvoller was dan de voorgaande producties van de studio. Vanwege dit succes besloten Latt en Rimawi een nieuwe weg in te slaan, en meer films gebaseerd op films van grotere studio’s te maken.
The Asylum verkreeg meer bekendheid in 2007, toen overeenkomsten tussen hun films en films van grotere studio's steeds meer werden uitgemeten in de pers. Een voorbeeld hiervan was de film Transmorphers, die sterk leek op Transformers.
In 2008 dreigde 20th Century Fox met juridische stappen tegen The Asylum vanwege hun film The Day the Earth Stopped; een film waarvan iedereen aannam dat hij was bedoeld om mee te liften op The Day the Earth Stood Still.
Toen in 2013 de rampenfilm Sharknado op televisiezender Syfy werd uitgezonden, werd deze na de uitzending zoveel besproken op socialemediawebsites als Twitter dat de film een zekere cultstatus verwierf. Volgens de oprichters was Sharknado vanwege de populariteit hun succesvolste film en een sequel getiteld Sharknado 2: The Second One – later nog gevolgd door Sharknado 3: Oh Hell No! (2015), Sharknado: The 4th Awakens (2016) en Sharknado 5: Global Swarming (2017) – bleef dan ook niet uit.

## Achtergrond
De films van The Asylum worden vaak B-films of "mockbusters". genoemd. Latt liet in een interview weten echter de voorkeur te geven aan de term "tie-ins", daar hun films ondanks de overeenkomsten met bekendere films toch originele verhalen bevatten.
The Asylum heeft ook enkele films uitgebracht met sterke religieuze thema's. Een voorbeeld hiervan is The Apocalypse, die aanvankelijk werd ontwikkeld als een doorsnee rampenfilm in de stijl van Deep Impact, maar waar Latt later besloot een religieus thema aan de film te geven. Derhalve vroeg de studio advies bij priesters en rabbijnen voor op het geloof gebaseerde elementen.
Films van The Asylum bevatten vaak optredens van bekende figuren. Zo komen in de film Death Racers de hiphop-groep Insane Clown Posse en worstelaar Scott "Raven" Levy voor.

## Lijst van mockbusters
| Hoofdfilm                                          | Mockbuster                                | Jaar |
| -------------------------------------------------- | ----------------------------------------- | ---- |
| War of the Worlds                                  | H.G. Wells' War of the Worlds             | 2005 |
| King Kong                                          | King of the Lost World                    | 2005 |
| The Da Vinci Code                                  | The Da Vinci Treasure                     | 2006 |
| Pirates of the Caribbean                           | Pirates Of Treasure Island                | 2006 |
| Snakes on a Plane                                  | Snakes on a Train                         | 2006 |
| The Hills Have Eyes                                | Hillside Cannibals                        | 2006 |
| Eragon                                             | Dragon                                    | 2006 |
| When a Stranger Calls                              | When a Killer Calls                       | 2006 |
| Aliens vs. Predator: Requiem                       | AVH: Alien vs. Hunter                     | 2007 |
| Transformers                                       | Transmorphers                             | 2007 |
| I Am Legend                                        | I Am Ωmega                                | 2007 |
| Indiana Jones and the Kingdom of the Crystal Skull | Allan Quatermain and the Temple of Skulls | 2008 |
| The Day the Earth Stood Still                      | The Day the Earth Stopped                 | 2008 |
| High School Musical 3: Senior Year                 | Sunday School Musical                     | 2008 |
| Cloverfield                                        | Monster                                   | 2008 |
| Transformers: Revenge of the Fallen                | Transmorphers: Fall of Man                | 2009 |
| Terminator Salvation                               | The Terminators                           | 2009 |
| Paranormal Activity                                | Paranormal Entity                         | 2009 |
| Sherlock Holmes                                    | Sir Arthur Conan Doyle's Sherlock Holmes  | 2010 |
| Piranha 3-D                                        | Mega Piranha                              | 2010 |
| Battle: Los Angeles                                | Battle Of Los Angeles                     | 2011 |
| Thor                                               | Almighty Thor                             | 2011 |
| Fast Five                                          | 200 Mph                                   | 2011 |
| 11-11-11                                           | 11/11/11                                  | 2011 |
| The Three Musketeers                               | 3 Musketeers                              | 2011 |
| Abraham Lincoln: Vampire Hunter                    | Abraham Lincoln Vs. Zombies               | 2012 |
| Prometheus                                         | Alien Origin                              | 2012 |
| Iron Sky                                           | Nazis at the Center of the Earth          | 2012 |
| Battleship                                         | American Warships                         | 2012 |
| Pacific Rim                                        | Atlantic Rim                              | 2013 |
| Jack the Giant Slayer                              | Jack the Giant Killer                     | 2013 |
| The Expendables 3                                  | Mercenaries                               | 2014 |
| Edge of Tomorrow                                   | Age of Tomorrow                           | 2014 |
| Fury                                               | Ardennes Fury                             | 2014 |
| RoboCop                                            | Android Cop                               | 2014 |
| Pompeii                                            | Apocalyse Pompeii                         | 2014 |
| Dunkirk                                            | Operation Dunkirk                         | 2017 |
| Jurassic World: Fallen Kingdom                     | Triassic World                            | 2018 |
| Tomb Raider                                        | Tomb Invader                              | 2018 |